# Bataille de Rhandeia
La bataille de Rhandeia eut lieu en 62, entre le Parthe Vologèse Ier et le légat de Cappadoce, Lucius Caesennius Paetus qui commandait la Legio IIII Scythica. Elle entraîne en 63 la signature du traité de Rhandeia.

## La reprise de la guerre
Le roi Parthe Vologèse Ier est furieux car son frère Tiridate Ier d'Arménie a été évincé du trône arménien qu'il considère comme un État vassal de l'empire Parthe, alors que les Romains revendiquent cette suzeraineté depuis Tigrane II. Avec l'aide des rois de Cappadoce, de Sophène, d'Émèse et d'Arménie Mineure (Nicopolis et Satala), le général romain Corbulon est parvenu à installer sur le trône du royaume d'Arménie, le candidat des romains Tigrane VI. Mais Vologèse hésite à restaurer son frère alors qu'il est engagé dans un conflit avec des Hyrcaniens en révolte. L'occasion va lui être donné par Tigrane qui, en 61 envahit le nord de l'Adiabène. Son roi Monobaze II, théoriquement vassal de l'Arménie, mais en fait indépendant, demande le concours des Parthes pour se venger. Vologèse considère cet acte comme une agression romaine et lance une campagne visant à restaurer Tiridate sur le trône arménien. Il place sous le commandement de Monesès ou de Monobaze une force bien disciplinée de cataphractaires ainsi que des auxiliaires adiabènes, avec pour mission de chasser Tigrane d'Arménie. En ayant été informé, Corbulon envoie deux légions sous le commandement de Verulanus Severus et de Vettius Bolanus prêter main-forte à Tigrane. Il envoie également un message à Néron, lui enjoignant d'envoyer un second commandant pour défendre l'Arménie, considérant que la Syrie est à présent tout autant en danger. Corbulon dispose le reste des légions sur les rives de l'Euphrate et arme des troupes irrégulières dans les provinces adjacentes. Voyant que les forces partho-adiabéniennes piétinent devant les murs de Tigranocerte, Corbulon tente sa chance : il envoie un centurion du nom de Casperius au camp de Vologèse à Nisibe, à 60 km de Tigranocerte, avec pour mission de demander la levée du siège. En raison d'une récente tempête de sauterelles et du manque de fourrage de ses chevaux, Vologèse accepte mais fixe ses exigences pour qu'une paix durable soit instaurée. Selon l'Encyclopædia Iranica, l'armistice, « comprenait apparemment une clause secrète selon laquelle les deux parties devraient retirer leurs troupes d'Arménie,,. »
Rome décline l'offre de Vologèse Ier qui en échange de la paix demandait que les troupes romaines et parthes soient retirées, que Tigrane soit détrôné et que son frère cadet, Tiridate soit reconnu roi. Néron envoie Lucius Caesennius Paetus, gouverneur de Cappadoce, placer l'Arménie sous administration directe de Rome,,. Paetus se révèle toutefois piètre commandant et essuie une défaite humiliante lors de la bataille de Rhandeia en 62,.

## La bataille de Rhandeia
Rome ordonne à Lucius Caesennius Paetus d'attaquer les Parthes, celui-ci traverse l'Euphrate et passe en Arménie avec la XII Fulminata commandée par Calvisius Sabinus et la IIII Scythica commandée par Funisulanus Vettonianus, ainsi qu'avec une vexillation de la légion V Macédonica. Il y effectue quelques ravages, mais lors de son retour le légat de Cappadoce est encerclé dans la ville de Rhandeia, avec ses deux légions, qui seront quasiment anéanties.  La situation semble très difficile pour Paetus, car les archers sont en mesure de cibler la partie intérieure de la cité, tandis que la présence des cataphractaires ennemis empêche toute sortie. Corbulon, conscient du danger ne se met pas en route immédiatement au point d'être critiqué de le faire intentionnellement. Quand l'appel au secours arrive, il part avec la moitié de ses troupes syriennes et regroupe sur son chemin les troupes dispersées de Paetus en train de fuir. Mais il ne peut empêcher la capitulation de Paetus. Le traité qu'il signe est humiliant pour Rome qui doit abandonner tout le territoire et ses troupes sont forcées de faire un triomphe au roi Parthe Vologèse Ier.
Les deux forces romaines se rejoignent sur les rives de l'Euphrate, près de Melitene, au milieu des accusations réciproques. Corbulon refuse de relancer une campagne en Arménie expliquant qu'il n'en a pas le mandat et que l'armée est en trop mauvaise condition. Lucius Caesennius Paetus retourne alors en Cappadoce.
L'année suivante, la direction des troupes revient alors à Corbulon, qui fait entrer une forte armée en Mélitène et par-delà en Arménie, éliminant tous les gouverneurs régionaux soupçonnés d'être pro-parthes.

## La rencontre de Rhandeia
Corbulon et Tiridate se rencontrent enfin à Rhandeia et commencent des pourparlers de paix. À son arrivée au camp romain, Tiridate retire son diadème royal et le dépose sur le sol, à proximité d'une statue de Néron, acceptant de ne le reprendre que de la main de l'empereur à Rome, à la demande même des Romains. Tiridate est reconnu roi vassal d'Arménie, une garnison romaine s'installe de manière permanente dans le pays, en Sophène, et Rome aidera à la reconstruction d'Artaxata. Corbulon charge son beau-fils Annius Vinicianus d'accompagner Tiridate à Rome et de témoigner de sa propre fidélité envers Néron